# National Institute of Water and Atmospheric Research
Das National Institute of Water and Atmospheric Research (NIWA) ist eines von acht neuseeländischen Crown Research Institutes, welches die Aufgabe hat, mit Forschungsaktivitäten, Expertisen und Veröffentlichungen die Neuseeländische Regierung, Unternehmen, Institutionen und die interessierte Öffentlichkeit in Sachen nachhaltiges Wirtschaften und ressourcenschonendem Umgang mit der Natur zu beraten.
Dabei konzentriert sich das Institut nach eigenen Angaben auf Erdatmosphäre und Klima, Energie, Süßwasser, Artenvielfalt und Naturschutz, Naturkatastrophen, Ozean und Küste, Aquakultur und Fischerei und kümmert sich nicht zuletzt auch um Bestand und Entwicklung der Māori-Kultur.
Wie alle staatlichen Organisationen hat auch die NIWA eine maorische Bezeichnung: „Taihoro Nukurangi“. „Taihoro“ steht für den Fluss und die Bewegung des Wassers. „Tai“ bezeichnet die Küste und die Gezeiten und „horo“ bedeutet schnelle Bewegung. „Nukurangi“ steht für die Atmosphäre als Schnittstelle zwischen dem Meer und den Himmel.

## Sitz
Der Sitz des Instituts befindet sich in Auckland, wobei sich 14 weitere Büros als Zweigstellen mit spezifischen Aufgaben betraut über beide Hauptinseln verteilen (von Norden nach Süden: Bream Bay, Hamilton, Rotorua, Tūrangi, Napier, Whanganui, Wellington, Nelson, Greymouth, Christchurch, Tekapo, Lauder, Alexandra, Dunedin).

## Geschichte
In den 1980ern begann die neuseeländische Regierung den Bereich Forschung und Wissenschaft neu zu strukturieren. 1989 wurde dafür das Ministry of Research, Science and Technology (Ministerium für Forschung, Wissenschaft und Technologie) mit dem Ziel geschaffen, die Regierung zu beraten, Entscheidungsprozesse vorzubereiten, Mittelvergaben zu priorisieren und die Erfolgskontrolle einzuführen. Doch damit nicht genug. Man wollte für unterschiedliche Aufgabenbereiche einzelne Institute schaffen, die unter Regierungsaufsicht eigenständig und eigenverantwortlich wirtschafteten, mit eigenen Richtlinien und Regeln arbeiteten und erfolgsbezogen öffentliche und privatwirtschaftliche Aufträge erledigten.
Mit dem Crown Research Institutes Act 1992 wurden zu diesem Zweck zunächst zehn Crown Research Institutes gegründet, von denen heute acht Institute noch existieren. Das NIWA ist eines davon.
Mit dem Companies Act 1993 wurden alle Institute zu Gesellschaften mit beschränkter Haftung (Limited) umgewandelt.
Das NIWA ist heute, wie alle anderen Crown Research Institutes auch, der Crown Company Unit (kontrollierende und beratende Abteilung) des Finanzministeriums und dem verantwortlichen Minister für Forschung, Wissenschaft und Technologie unterstellt. Beide verantwortlichen Minister werden auch immer jeweils als Shareholder der acht Crown Research Institutes registriert.

## Organisationsstruktur
Die Management-Struktur stellt sich heute, Stand 2009, wie folgt dar:
| Forschung                        | Strategische Entwicklung              | Betrieb             | Informationssysteme | Kommunikation und Marketing | Finanzen | Personal |
| Fischerei                        | Aquakulturen und Biotechnologie       | Region Auckland     |                     |                             |          |          |
| Artenvielfalt und Naturschutz    | Fischwasser und Küste                 | Region Hamilton     |                     |                             |          |          |
| Atmosphäre und Naturkatastrophen | Maori Entwicklung und Ozeane          | Region Wellington   |                     |                             |          |          |
| Klimaveränderungen               | Umweltüberwachung und Internationales | Region Christchurch |                     |                             |          |          |
| Forschungsschiffe                | Kommerzialisierung und Vermarktung    | Region Nelson       |                     |                             |          |          |
|                                  |                                       | Region Bream Bay    |                     |                             |          |          |

## Unternehmensbeteiligungen
Das Institut betreibt fünf Tochterunternehmen, die sich zu 100 % im Besitz der NIWA befinden:
- NIWA Vessel Management Ltd., gegründet am 9. August 1995 mit Sitz in Wellington, welches 2 Forschungsschiffe betreibt.
- NIWA Natural Solutions Ltd., gegründet am 21. Juli 2003 mit Sitz in Auckland, die als Vermarktungsgesellschaft das Wissen und die Forschungsergebnisse der NIWA über Produkte vermarktet.
- NIWA Australia Pty Ltd., gegründet im Jahr 2001 mit Sitz in Brisbane, Australien, mit der Aufgabe NIWA Wissenschaftsprodukte auf dem australischen Markt zu vermarkten.
- NIWA (USA) Inc., gegründet im Jahr 2000 mit Sitz in Groton, USA, fungiert als Beratungsunternehmen im amerikanischen Markt.
- NIWA Environmental Research Institute (ERI), gegründet im Jahr 2000 mit Sitz in Ann Arbor, USA, konzentriert sich als nicht gewinnorientiertes Institut auf den Bereich der Forschungsfinanzierung in den USA.

Das NIWA-Institut hat ferner eine 80-%-Beteiligung an
- Unidata Pty Ltd., einem Hersteller von Mess- und Überwachungssystemen sowie Data Logger (Datensammelsysteme) mit Sitz in Perth, Australien.